# جوك دراموند
جوك دراموند (بالإنجليزية: Jock Drummond)‏ (13 أبريل 1870 في المملكة المتحدة - 24 يناير 1935) هو لاعب كرة قدم بريطاني (وحمل سابقاً جنسية المملكة المتحدة لبريطانيا العظمى وأيرلندا) في مركز الدفاع. شارك مع منتخب اسكتلندا لكرة القدم. أما مع النوادي، فقد لعب مع نادي رينجرز ونادي فالكيرك ورابطة كرة القدم الاسكتلندية الحادية عشر ‏.

## وصلات خارجية
- جوك دراموند على موقع الاتحاد الإسكتلندي (الإنجليزية)
- جوك دراموند على موقع قاعدة بيانات كرة القدم.إي يو (الإنجليزية)
- جوك دراموند على موقع ناشيونال فوتبول تيمز (الإنجليزية)